# Vincenzo Pinton
Vincenzo Pinton (* 14. März 1914 in Vicenza; † 8. April 1980 in Venedig) war ein italienischer Säbelfechter.

## Erfolge
Vincenzo Pinton wurde 1947 in Lissabon, 1949 in Kairo und 1950 in Monte Carlo mit der Mannschaft Weltmeister. Zwischen 1933 und 1937 hatte er zuvor viermal mit ihr Silber gewonnen, auch 1951 und 1953 belegte er mit ihr Platz zwei. Im Einzel erreichte er zweimal das Podium: 1949 sicherte er sich Bronze, ein Jahr darauf wurde er in Monte Carlo Vizeweltmeister. Pinton nahm an drei Olympischen Spielen teil. 1936 in Berlin belegte er im Einzel den fünften Rang, während er sich mit der Mannschaft in der Finalrunde lediglich Ungarn geschlagen geben musste und Zweiter wurde. Bei den Olympischen Spielen 1948 in London erreichte er in der Einzel- und der Mannschaftskonkurrenz jeweils die Finalrunde. Im Einzel gewann er hinter Aladár Gerevich die Silbermedaille und auch mit der Mannschaft wurde er erneut hinter Ungarn Zweiter. 1952 in Helsinki gelang es der italienischen Equipe zum wiederholten Mal, die Silbermedaille hinter Ungarn zu gewinnen. Die Einzelkonkurrenz schloss er auf dem siebten Rang ab.